# 量子スピン液体
量子スピン液体（りょうしスピンえきたい）とは、量子液体の状態となったスピンのこと。すなわち、絶対零度にまで冷却してもスピンが整列しない物質を言う。1973年にアメリカの物理学者フィリップ・アンダーソンがその存在を予測し、2021年にハーバード大学が実際の観測に成功した。